# Ловушка углеводородов
Ловушка углеводородов — часть природного резервуара, способная удерживать скопления углеводородов, вследствие её экранирования относительно непроницаемыми породами. Наличие ловушки — это первое условие формирования залежи. У резервуаров, литологически ограниченных со всех сторон, весь резервуар может являться ловушкой.

## Классификация ловушек

Пликативная ловушка

Дизъюнктивная ловушка

Выделяются две основных группы ловушек:
- Структурные[англ.]
  - Пликативные — образованы в результате изгиба слоев
  - Дизъюнктивные — образованы в результате разрыва сплошности слоев
- Неструктурные
  - Стратиграфические — образованы в результате эрозии пластов-коллекторов и последующем перекрытием их флюидоупором
  - Литологические — образованы в результате литологического замещения пород-коллекторов непроницаемыми породами

Большинство залежей в мире (около 80 %) связано с ловушками структурного типа.